# Полянка (приток Деймы)
Полянка (устар. Шварцупфлюс, Шварап-флис, нем. Schwarupp–Fliess, Schwarap–Fliess) — река в России, находится в Калининградской области. Устье реки находится в 21 км от устья реки Деймы по правому берегу. Длина реки — 11 км, площадь водосборного бассейна — 28,3 км².
Протекает через Новодеревенский лес, вблизи устья на реке находится посёлок Григорьевка, сооружён пруд.

## Данные водного реестра
По данным государственного водного реестра России относится к Балтийскому бассейновому округу, водохозяйственный участок реки — реки бассейна Балтийского моря в Калининградской области без рек Неман и Преголя. Относится к речному бассейну реки Неман и рекам бассейна Балтийского моря (российская часть в Калининградской области).
Код объекта в государственном водном реестре — 01010000312104300010540.